# NetCDF
NetCDF (Network Common Data Form) — машинонезависимый двоичный формат файлов, являющийся стандартом для обмена научными данными. Заголовок формата содержит информацию о содержимом файла. Страница проекта поддерживается программой Unidata — объединением университетов в области исследований атмосферы (англ.). Формат является открытым стандартом. В основном используется в климатологии, например при прогнозировании погоды, изучении изменения климата и геоинформационных системах. Большинство современных моделей общей циркуляции имеет возможность выводить данные в формате NetCDF. Также — одноименная библиотека для работы с данным форматом.
Для визуализации и обработки данных в формате NetCDF существует множество утилит, в том числе: CDO (Climate Data Operators), ncview, Panoply, GMT, GrADS, NCL, NCO.

## Описание форматов NetCDF
Библиотеки netCDF поддерживают несколько двоичных реализаций (форматов) для файлов netCDF с данными:
- Классический формат использовался в первой версии библиотеки и все еще является форматом по умолчанию при создании файлов.
- В версии библиотеки 3.6.0 был введен формат с 64-разрядными смещениями, что позволило поддерживать файлы большего размера.
- Гибридный формат netCDF-4/HDF5 введен в библиотеке версии 4.0; он является файлом формата HDF5 с рядом дополнительных ограничений.
- Формат HDF4 SD может использоваться в режиме «только для чтения».
- Формат CDF5 поддерживается в координации с проектом «parallel-netcdf».

Все форматы содержат метаданные, описывающие размещение данных внутри файла. Каждый файл содержит универсальный заголовок, который описывает структуру последующего файла, массивы, сохраненные в нем, и набор пар ключ-значение для хранения произвольных атрибутов. Формат является платформенно-независимым. Хранение данных позволяет производить быструю выборку поднаборов данных.
Начиная с версии библиотеки 4.0, программный интерфейс netCDF API позволяет использовать формат HDF5. Пользователи NetCDF могут создавать файлы HDF5 для получения таких свойств, как поддержка больших файлов и отсутствие ограничений на размерности.
Библиотека предоставляет API для языков Си и Фортран и сохраняет полную совместимость для доступа к файлам, сохраненным в предыдущих форматах netCDF.